# Michael Billig
Michael Billig   (Londres, 1947) va ser professor de ciències socials en la Universitat de Loughborough des de 1985 a 2017, i membre de l'influent Discourse and Rhetoric Group (juntament amb personalitats com Derek Edwards i Jonathan Potter).
Michael Billig va néixer el 1947 en una família jueva de Londres. El seu camp d'estudi és la psicologia social. Es va formar a la Universitat de Bristol amb Henri Tajfel, un renovador de la psicologia social. Com a psicòleg experimental, i va ajudar a dissenyar els experiments minimal group que van fundar la perspectiva anomenada identitat social. Va abandonar el treball experimental per a considerar temes com ara el poder. Desam des d'una perspectiva sociològica, l'extremisme polític i la ideologia, tractant-los en una important sèrie de llibres. En Social Psychology and Intergroup Relations (1976) va oferir una crítica del tractament ortodox del prejudici en la psicologia. En Fascists (1979) va ajudar a revelar la ideologia de l'antisemitisme i del feixisme clàssic subjacents en el grup britànic anomenat National Front, en una època en què aquest estava concitant una certa legitimació política i avanç electoral. En els anys vuitanta es va enfocar en el pensament quotidià i les relacions entre ideologia i sentit comú. Aquest treball es va exposar en l'obra col·lectiva Ideological Dilemmas (1988 - escrit juntament amb Condor, Edwards, Guanyi, Middleton i Radley), en Banal Nationalism (Nacionalisme banal), i en el que s'ha arribat a considerar la seva obra magna: un estudi de la ideologia de la família reial britànica: Talking of the Royal Family (1998).
La seva influència en les ciències socials és àmpliament reconeguda. Se li reconeix la revaloració de l'ús del pensament retòric clàssic en el context dels temes socials. Per exemple, mostra que les actituds s'entenen millor no com postures individuals sobre un assumpte, sinó que emergeixen en contextos on hi ha un argument potencial. Aquesta perspectiva s'introdueix en la seva obra Arguing and Thinking (1996) i ha estat la base per a aproximacions innovadores a temes tan diversos com la psicoanàlisi, l'humor i el nacionalisme. També és un element important de la psicologia discursiva (anàlisi del discurs).
És nebot de Hannah Billig, una infermera condecorada en la Segona Guerra Mundial.